# Louis Mazetier
Louis Mazetier (Parijs, 17 februari 1960) is een Franse stride-pianist.
Mazetier, in het dagelijks leven radioloog, begon op veertienjarige leeftijd jazz te spelen. Toen hij achttien was ging hij spelen in Parijse clubs. Hij is lid van Paris Washboard en heeft verschillende albums opgenomen als leider (ook met eigen composities) of sideman. Daarnaast heeft hij opgenomen met onder meer Dick Hyman en Neville Dickie. Mazetier is beïnvloed door pianisten als Eubie Blake, James P. Johnson, Fats Waller, Art Tatum en Donald Lambert.

## Discografie
- Echoes of Carolina (met François Rilhac [1]), Stomp Off, 1991
- If Dreams Come True (met Neville Dickie), Stomp Off, 1995
- Harlem Strut, Stomp Off, 1996
- Tributes, Portraits and Other Stories, Arbors Records, 2008
- My Own Stuff, Arbors, 2011

- Gemeinsame Normdatei: 111665038X
- International Standard Name Identifier: 0000 0000 3205 5760
- Library of Congress Control Number: n93052171
- MusicBrainz: cda518f8-b68d-4a5a-92d8-a8df48886c60
- Virtual International Authority File: 73066321
- WorldCat: E39PBJpymqPyyyT6JPj4hMdvpP